# Freiwilliger Polizeidienst
Ein freiwilliger Polizeidienst (in Bayern und Sachsen Sicherheitswacht) ist ein durch nicht hauptberufliche Polizisten verrichteter Dienst von polizeilichen Aufgaben. In vielen Ländern unterstützen geschulte Freiwillige als eine Art „Hilfspolizei“ oder Reserve die regulären Polizeikräfte.
In Deutschland ist der freiwillige Polizeidienst eine staatliche Einrichtung. Er soll durch den Streifendienst in zugewiesenen Gebieten die öffentliche Sicherheit und Ordnung aufrechterhalten oder herstellen. Der freiwillige Polizeidienst handelt auf dem Gebiet der Gefahrenabwehr.

## Deutschland
Ein freiwilliger Polizeidienst existiert in Deutschland in den Bundesländern Baden-Württemberg, Bayern, Hessen und Sachsen. Die Einrichtung eines freiwilligen Polizeidienstes obliegt den Ländern. Während der freiwillige Polizeidienst in Baden-Württemberg schon im Mai 1963 eingerichtet wurde, entschloss sich Hessen zur Aufstellung erst im Jahr 2000. In Brandenburg gibt es als Sonderform die sogenannten Sicherheitspartner, die keine besonderen Vollmachten oder Ausbildungen besitzen, und auch für weitere Bereiche wie der Nachbarschaftshilfe eingesetzt werden.
Die Mitarbeit beim freiwilligen Polizeidienst ist ehrenamtlich, stundenweise und vielfach auf 40 Stunden pro Monat begrenzt. In der Regel erhalten die Mitarbeiter eine Aufwandsentschädigung. Es ist kein Beruf, sondern eine Funktion im staatlich-gesellschaftlichen Gemeinwesen. In manchen Bundesländern sind die Mitarbeiter Amtsträgern gleichgestellt.

### Baden-Württemberg
Der freiwillige Polizeidienst in Baden-Württemberg wurde im Mai 1963 eingeführt. Am 30. Juni 2020 gehörten ihm 576 Bürger an. Seine Aufgaben umfassen beispielsweise die Sicherung und Überwachung von großen Veranstaltungen wie Volksfesten und von Polizeigebäuden. Seit Anfang 1998 wird der freiwillige Polizeidienst auch im Bereich der Kommunalen Kriminalprävention eingesetzt.
Von 2013 bis 2016 befand sich der Dienst in Abwicklung, nachdem die im Mai 2011 ins Amt gekommene grün-rote Koalition seine mittelfristige Auflösung beschlossen hatte. Die Haushaltsmittel (2,2 Mio. Euro jährlich) für den freiwilligen Polizeidienst wurden eingefroren, die Anwerbung wurde beendet, und freiwerdende Mittel wurden für hauptamtliche Kräfte umgeschichtet. Diese Maßnahmen wurden von der CDU-Opposition heftig kritisiert. Die 2016 ins Amt gekommene grün-schwarze Regierungskoalition will „im Rahmen eines Gesamtkonzepts für sichere öffentliche Räume eine neue Grundlage für den Einsatz von Polizeifreiwilligen schaffen. Bis dahin wird der bestehende Freiwillige Polizeidienst auf bisherigem Stand fortgeführt.“
Die Ausbildung umfasst zwei Wochen für die Grundausbildung sowie einer darauf folgenden Einführungsverwendung und erfolgt in einer Polizeischule der Bereitschaftspolizei oder bei den Aufstellungsdienststellen (in der Regel die Polizeidirektionen). Die Weiterbildung erfolgt einzeln auf den jeweiligen Dienststellen (zum Beispiel Reviere) und gesammelt in Fortbildungen.
Die Angehörigen des freiwilligen Polizeidienstes haben bei ihrer Dienstverrichtung dem Bürger gegenüber die Stellung eines Polizeibeamten im Sinne des Polizeigesetzes Baden-Württemberg. Dies bedeutet, dass sie alle polizeirechtlichen Maßnahmen wie Sicherstellungen, polizeiliche Beschlagnahmen, Durchsuchungen durchführen können. Ferner sind sie daher auch zur Ausübung des Polizeizwanges, einschließlich des unmittelbaren Zwanges berechtigt.
Sie unterliegen dem Legalitätsprinzip (Strafverfolgungszwang), ohne jedoch Ermittlungsperson der Staatsanwaltschaft zu sein.
Sie tragen bei ihrer Dienstausübung die gleiche Polizeiuniform mit dem gleichen Ärmelabzeichen wie die hauptamtlichen Angehörigen der Polizei und führen im Wesentlichen die gleiche Ausrüstung mit, beispielsweise Handschellen, Reizstoffsprühgerät und BOS-Funkgerät. Als Dienstwaffe wird jedoch noch die mittlerweile veraltete Walther P5 geführt. Demgegenüber führen die hauptamtlichen Angehörigen der Polizei die moderne HK P2000. Als Dienstgradabzeichen sind schräg gestellte grüne oder blaue Balken nach Dauer der Zugehörigkeit vorgesehen (ein Balken je fünf Dienstjahre). Sie verrichten ihren Dienst in der Regel mit einem hauptamtlichen Polizeibeamten und sind berechtigt, Dienstfahrzeuge, beispielsweise Streifenwagen, zu führen.
Entwicklung der Polizeifreiwilligen:
- 1963: 0.00?
- 1964: 0.00?
- 1965: 4.196
- 1966: 4.363
- 1967: 4.448
- 1968: 4.367
- 1969: 4.276
- 1970: 4.317
- 1971: 4.215
- 1972: 4.095
- 1973: 4.020
- 1974: 3.961
- 1975: 3.906
- 1976: 3.702
- 1977: 3.529
- 1978: 3.608
- 1979: 3.437
- 1980: 3.272
- 1981: 3.153
- 1982: 2.956
- 1983: 2.663
- 1984: 2.460
- 1985: 2.285
- 1986: 2.134
- 1987: 1.974
- 1988: 1.913
- 1989: 1.840
- 1990: 1.679
- 1991: 1.624
- 1992: 1.490
- 1993: 1.337
- 1994: 1.219
- 1995: 1.255
- 1996: 1.215
- 1997: 1.176
- 1998: 1.294
- 1999: 1.246
- 2000: 1.228
- 2001: 1.184
- 2002: 1.197
- 2003: 1.189
- 2004: 1.171
- 2005: 1.139
- 2006: 1.164
- 2007: 1.145
- 2008: 1.201
- 2009: 1.215
- 2010: 1.246
- 2011: 1.175
- 2012: 1.041
- 2013: 0.865
- 2014: 0.763
- 2015: 0.744
- 2016: 0.708
- 2017: 0.673
- 2018: 0.640
- 2019: 0.601
- 2020: 0.576

### Bayern
Die Sicherheitswacht ist der bayerischen Polizei unterstellt, gehört dieser jedoch nicht an. Änderungen des Sicherheitswachtgesetzes traten am 31. Dezember 1996 in Kraft, nachdem sich ein dreijähriger Pilotversuch in Nürnberg, Ingolstadt und Deggendorf als erfolgreich erwiesen hatte. Angehörige der Sicherheitswacht haben neben der Befugnis der so genannten Jedermann-Festnahme nach einer Straftat das Recht, Personen anzuhalten, sie zu befragen und ihre Personalien festzustellen, sollte dies zur Gefahrabwehr notwendig sein (Identitätsfeststellung). Zusätzlich können sie Platzverweise erteilen. Ihre Maßnahmen können jedoch nicht mit unmittelbarem Zwang durchgesetzt werden.
Die Ideale der Sicherheitswacht entfernen sich von Begriffen wie Hilfspolizei und Bürgerwehr, da sie zur Prävention von unkontrollierten Bürgerzusammenschlüssen gebildet wurde. Sie bietet Bürgern die Möglichkeit, die bayerische Polizei aktiv zu unterstützen, ohne als Polizeivollzugsbeamter zu arbeiten.
Die Sicherheitswacht wird vorwiegend in Gebieten eingesetzt, in denen die Gefahr von Kriminalität besteht, aber nicht so hoch ist, dass ständig Polizeibeamte vor Ort sein müssen. Hauptsächlich arbeitet sie in größeren Wohnsiedlungen, öffentlichen Anlagen und in der Nähe von Einrichtungen, in denen die Vandalismusrate hoch ist.
Angehörige der Sicherheitswacht sind in der Regel zu Fuß oder mit dem Fahrrad unterwegs und können bei verdächtigen bzw. gefährlichen Vorkommnissen die nächste Polizeistreife per Polizeifunk erreichen. Sie sind zur Eigensicherung unter anderem mit einem Reizstoffsprühgerät (CS-Gas) ausgestattet.
Die Angehörigen der Sicherheitswacht tragen während ihres Dienstes ein dunkelblaues Polohemd und/oder eine dunkelblaue Einsatzjacke mit dem Bayerischen Staatswappen und mit der Aufschrift „Sicherheitswacht“ (ggf. ergänzend mit einer zusätzlichen gelben Warnweste bzw. eine Einsatzmütze (Basecap) mit dem Schriftzug „Sicherheitswacht“).
Alle Ehrenamtlichen erhalten außerdem einen persönlichen Dienstausweis, der sie als Angehörige der Sicherheitswacht legitimiert.
Seit 2010 ist die Einrichtung einer Sicherheitswacht auch in Kommunen mit weniger als 20.000 Einwohnern möglich.
Mittlerweile kann die Sicherheitswacht an 122 Orten (Stand 12. September 2018), u. a. in München, Straubing, Nürnberg, Rosenheim, Miesbach, Schliersee, Neumarkt, Bayreuth, Regensburg, Ingolstadt, Deggendorf, Günzburg, Amberg, Sulzbach-Rosenberg, Schwandorf, Cham und Weiden eingesetzt werden. 

### Hessen
Der freiwillige Polizeidienst in Hessen wurde im Oktober 2000 nach Erlass des Gesetzes für die aktive Bürgerbeteiligung zur Stärkung der Inneren Sicherheit (Hessisches Freiwilligen-Polizeidienst-Gesetz – HFPG) eingeführt. Dem ging eine Probephase in den Städten Marburg, Wiesbaden, Offenbach am Main und Fulda voraus, der freiwillige Polizeidienst wurde anschließend hessenweit eingeführt und ist mittlerweile in 103 Städten und Gemeinden landesweit mit einer Mitarbeiterzahl von etwa 400 Polizeihelfern eingerichtet. Kommunen müssen zur Einrichtung eines freiwilligen Polizeidienstes einen Koordinationsvertrag mit dem Land Hessen abschließen. Die Stadt Frankfurt am Main stellte erst zum 1. Januar 2007 einen freiwilligen Polizeidienst auf. Der landesweite Frauenanteil beträgt in etwa 30 Prozent. Der freiwillige Polizeidienst wurde in Frankfurt im Januar 2022 eingestellt.
Die Aufgaben des freiwilligen Polizeidienstes in Hessen bestehen hauptsächlich in der Hilfeleistung und Unterstützung. So übernehmen die Mitglieder Tätigkeiten wie die Überwachung des Verkehrs, sind bei Volksfesten und Umzügen präsent und dienen sonst der Prävention von Straftaten und Ordnungswidrigkeiten.
Neben den Notwehr- und Nothilferechten stehen den Mitgliedern dabei noch einige Rechte zur Gefahrenabwehr nach dem hessischen Polizeirecht zu. Dazu zählen die Befragung, die Identitätsfeststellung und die Möglichkeit, einen Platzverweis auszusprechen.
Der freiwillige Polizeidienst ist zu Fuß unterwegs. Die Ausrüstung variiert je nach Stadt, meistens besteht sie aus Pfefferspray zur Verteidigung sowie aus Mobiltelefonen zur Verständigung der Polizeidienststelle.
Die Ausbildung der Kräfte erfolgt durch Beamte der hessischen Polizei und nimmt einen Zeitraum von 50 Stunden in Anspruch, abgeschlossen wird sie mit der Aushändigung einer Urkunde und eines Dienstausweises. Die Mitarbeiter erhalten eine Aufwandsentschädigung von maximal 7,00 Euro pro Stunde.
Eine Aufnahme in den freiwilligen Polizeidienstes kann nur in einem Alter zwischen 18 und 65 Jahre erfolgen. Weiterhin muss der Bewerber gesundheitlich geeignet sein, für die freiheitlich-demokratische Grundordnung eintreten sowie einen Schulabschluss oder eine abgeschlossene Lehre besitzen. Zudem darf der Anwärter keinen Eintrag im polizeilichen Führungszeugnis besitzen und muss nach der Gesamtpersönlichkeit geeignet erscheinen.
Uniformierung: Die Polizeihelfer tragen die normale Polizeiuniform (statt Schirmmützen jedoch Base-caps) mit der Beschriftung und Abzeichen „Freiwilliger Polizeidienst“.

### Sachsen
Die Sächsische Sicherheitswacht wurde am 1. April 1998 eingerichtet. 1999 wurde die Probephase abgeschlossen und der Sicherheitswachtdienst landesweit eingerichtet. Es befinden sich 386 Angehörige der Sicherheitswacht im Dienst (Stand Januar 2020).
Wie in anderen Ländern auch umfassen die Aufgaben der Sicherheitswacht hauptsächlich präventive Sicherheitsstreifen mit dem Ziel der Erhöhung der gefühlten Sicherheit. Dazu ist die Sicherheitswacht im Bereich von öffentlichen Verkehrsmitteln, öffentlich zugänglichen Gebäuden wie Einkaufszentren und in großen Wohnsiedlungen unterwegs.
Die Mitglieder der Sicherheitswacht können von den Notwehrrechten Gebrauch machen. Dazu haben sie zusätzliche Befugnisse eingeräumt bekommen. Sie sind ermächtigt, Personen zu befragen und deren Identität festzustellen. Weiterhin sind der Platzverweis sowie die Sicherstellung zum Schutz privater Rechte in den Befugnissen beinhaltet.
Die Erkennbarkeit der Sächsischen Sicherheitswacht ist durch grüne oder blaue Jacken oder Hemden/Blusen mit der Aufschrift „Sächsische Sicherheitswacht“ gegeben, die Mitglieder der Sicherheitswacht sind zusätzlich mit BOS-Funk ausgerüstet und tragen zur Abwehr von Angriffen ein Pfefferspray. Zusätzlich können sie sich durch einen Dienstausweis legitimieren. Sie sind in der Regel zu Fuß unterwegs.
Die Ausbildung erfolgt in den zuständigen Polizeidirektionen. Sie umfasst einen Zeitraum von mindestens 50 Stunden und schließt mit einem Abschlussgespräch ab. Der Ausbildungsaufwand wird einmalig mit 154 Euro entlohnt. Die weitere Fortbildung wird durch die Polizeidienststellen organisiert, denen der Mitarbeiter zugeteilt wird. Pro Stunde (monatlich maximal 40 Einsatzstunden) erhält der Mitarbeiter später im Dienst eine Aufwandsentschädigung von 6,00 Euro.
Ebenso wie in Hessen ist die Aufnahme in die Sicherheitswacht nur bei gesundheitlicher Eignung möglich. Eine Einstellung ist zwischen 18 und 60 Jahren möglich, der Bewerber muss einen Schulabschluss oder eine abgeschlossene Berufsausbildung sowie einen guten Leumund besitzen. Weiterhin muss er die Aus- und Fortbildungen erfolgreich absolviert haben und jederzeit für die freiheitlich-demokratische Grundordnung eintreten.

### Ehemalige Freiwilligendienste

#### Berlin
In (West-)Berlin bestand 1961 bis 2002 die Freiwillige Polizei-Reserve. Diese wurde als Reaktion auf die Aufstellung von Betriebskampfgruppen in Ost-Berlin gegründet. Ihr Auftrag in der Anfangszeit war die Unterstützung der hauptamtlichen Polizeikräfte bei einem Angriff auf die Stadt oder bei politischen Unruhen. Hauptaufgabe war der Objektschutz, nach Entspannung des Ost-West-Konfliktes auch die Verkehrsüberwachung. Die Angehörigen trugen blaue Uniformen und waren infanteristisch bewaffnet (Pistole, Gewehr, Maschinengewehr, Handgranaten). In den 1990er Jahren kam es zu Diskussionen über die Polizeireserve, da ein Fünftel der Angehörigen Straftäter oder in rechtsextremen Kreisen aktiv waren. Als erste Reaktion kam es zur Umbenennung in Freiwilligen Polizeidienst und 2002 schließlich auch zur Auflösung. Die CDU forderte bereits 2003 wieder eine Neueinrichtung eines Freiwilligen Polizeidienstes, konnte sich jedoch nicht damit durchsetzen.

## Türkei
In der Türkei existierte seit 1914 bis 2008 ein System von Nachbarschaftswächtern mit der Eigenbezeichnung Bekçi. Ab 2016 führte die AKP-geführte türkische Regierung den Nachbarschaftswachdienst wieder ein. Die über 20.000 Hilfspolizisten erhalten einen Sold, sind bewaffnet und dem Innenministerium unterstellt.